# Laia Palau
Laia Palau Altés (ur. 10 września 1979 w Barcelonie) – hiszpańska koszykarka grająca na pozycji rozgrywającej, obecnie zawodniczka Tango Bourges Basket.
5 stycznia 2018 została zawodniczką francuskiego Tango Bourges Basket.

## Osiągnięcia
Stan na 26 czerwca 2017, na podstawie, o ile nie zaznaczono inaczej.

### Drużynowe
- Mistrzyni:
  - Euroligi (2012, 2015)
  - Polski (2013)
  - Czech (2014–2017)
  - Hiszpanii (2003, 2007–2010, 2012)
  - Francji (2006)
- Wicemistrzyni:
  - Euroligi (2007, 2010)
  - Hiszpanii (2001, 2002, 2004, 2011)
  - Francji (2005)
- 4. miejsce w Eurolidze (2011, 2016, 2017)
- Zdobywczyni:
  - superpucharu:
    - Europy FIBA (2015)
    - Hiszpanii (2007–2009)

  - pucharu:
    - Czech (2014)
    - Hiszpanii (2006–2010)
    - Francji (2005, 2006)
    - Polski (2013)
- Zwyciężczyni turnieju Federacji Francji (2006)
- Finalistka:
  - pucharu:
    - Hiszpanii (2003, 2011, 2012)
    - Federacji Francji (2005)

  - Superpucharu Hiszpanii (2003, 2010)

### Indywidualne
- MVP:
  - Pucharu Hiszpanii (2010)
  - Superpucharu Hiszpanii (2008)
  - turnieju Federacji Francji (2006)
- Zaliczona do (przez eurobasket.com):
  - II składu ligi:
    - czeskiej (2014–2017)
    - polskiej (2013)
    - hiszpańskiej LFB (2010)
- Liderka w asystach:
  - Euroligi (2013–2017)
  - ligi czeskiej (2014, 2016, 2017)

### Reprezentacja
- Mistrzyni Europy (2013, 2017)
- Wicemistrzyni:
  - świata (2014)
  - olimpijska (2016)
  - Europy (2007)
- Brązowa medalistka:
  - mistrzostw:
    - świata (2010)
    - Europy (2003, 2005, 2009, 2015)
- Uczestniczka:
  - igrzysk olimpijskich (2004 – 6. miejsce, 2008 – 5. miejsce, 2016)
  - mistrzostw:
    - świata (2002 – 5. miejsce, 2006 – 8. miejsce, 2010, 2014)
    - Europy (2003, 2005, 2007, 2009, 2013, 2015)
    - świata U–18 (1997 – 8. miejsce)
    - Europy U–16 (1995 – 4. miejsce)
- Liderka Eurobasketu:
  - w przechwytach (2011)
  - U–16 w asystach (1995)